# Zhi de Han
Zhi de Han (chinês tradicional: 漢質帝, chinês simplificado: 漢质帝, pinyin: Hàn Zhí Dì; 138 — 146 (8 anos) foi um imperador chinês da dinastia Han e trineto de Zhangdi.
Seu reino foi dominado por Liang Ji, que envenenou o jovem imperador. Zhi havia ascendido ao trono aos sete anos, quando seu terceiro primo morreu, Chong de Han.